# Ла-Фрехенеда
Ла-Фрехенеда (ісп. La Fregeneda) — муніципалітет в Іспанії, у складі автономної спільноти Кастилія-і-Леон, у провінції Саламанка. Населення — 445 осіб (2010).

## Географія
Муніципалітет розташований на португальсько-іспанському кордоні.
Муніципалітет розташований на відстані близько 270 км на захід від Мадрида, 100 км на захід від Саламанки.
На території муніципалітету розташовані такі населені пункти: (дані про населення за 2010 рік)
- Ла-Фрехенеда: 444 особи
- Сан-Мартін: 0 осіб
- Вальденогера: 0 осіб
- Валікобо: 1 особа

## Демографія
Динаміка населення (INE ):

## Галерея зображень

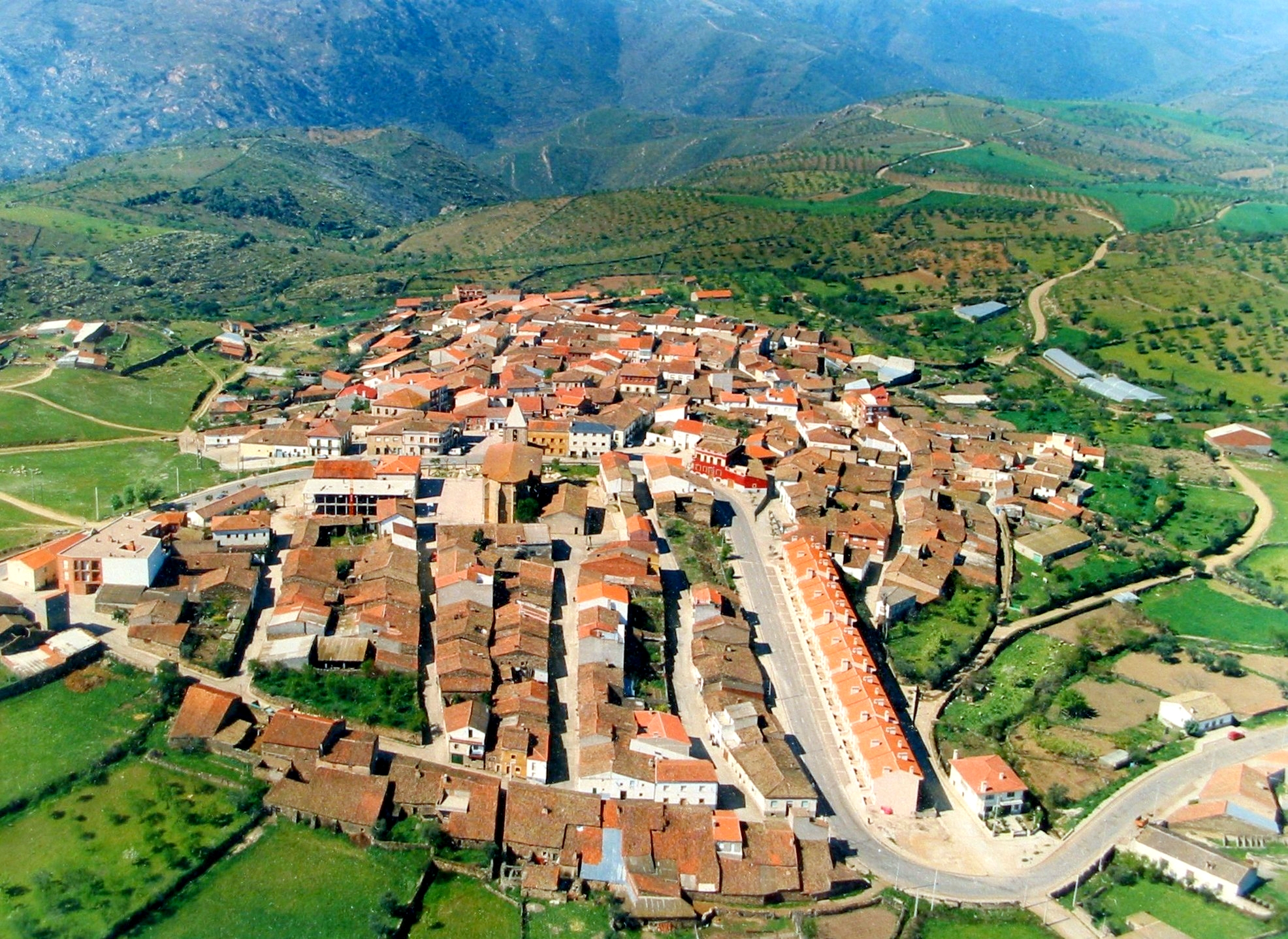
Ла-Фрехенеда

## Зовнішні посилання
- Провінційна рада Саламанки: індекс муніципалітетів [Архівовано 23 квітня 2009 у Wayback Machine.]
- Посилання на Google Maps